# Tunica (Mississippi)
Tunica ist der Verwaltungssitz des Tunica County im Nordwesten des US-amerikanischen Bundesstaates Mississippi. Die Stadt liegt unweit des östlichen Ufers des Mississippi River. Das U.S. Census Bureau hat bei der Volkszählung 2020 eine Einwohnerzahl von 1026 ermittelt.
Nachdem die Stadt früher fast ausschließlich landwirtschaftlich geprägt war, sind heute vor allem Spielkasinos, die Besucher aus dem gesamten Südosten der USA anziehen, die Haupteinnahmequelle der Stadt. 
Die Stadt ist der vierte Verwaltungssitz des Tunica County, nachdem diese zuerst in Commerce (1839–1832 und 1842–1847), Payton (einige Monate im Jahre 1842) und Austin (1847–1888).

## Geographie
Tunica liegt auf 34°41'20" nördlicher Breite und 90°22'50" westlicher Länge. Die Stadt erstreckt sich über 1,8 km², die ausschließlich aus Landfläche bestehen. 
Die Stadt liegt rund 9 km östlich des Mississippi im Nordwesten des gleichnamigen Bundesstaates. Durch den Ort führt der U.S. Highway 61, der südlich der Stadt rund 50 km bis Clarksdale ohne jede Kurve, Gefälle oder Steigung verläuft. 
Im Süden der Stadt liegt am Highway 61 ein kleiner Flugplatz. Östlich der Stadt ist im Jahre 2003 ein neuer Regionalflughafen in Betrieb genommen worden, um den seit den 1990er Jahren wachsenden Besucherandrang durch die Spielkasinos bewältigen zu können.

## Demografische Daten
Bei der Volkszählung im Jahre 2000 wurde eine Einwohnerzahl von 1132 ermittelt. Diese verteilten sich auf 537 Haushalte in 254 Familien. Die Bevölkerungsdichte lag bei 615,6/km². Es gab 592 Gebäude, was einer Dichte von 321,9/km² entspricht. 
Die Bevölkerung bestand im Jahre 2000 aus 67,84 % Weißen, 29,42 % Afroamerikanern, 1,06 % Asiaten, 0,27 % Indianern und 0,88 % anderen. 0,53 % gaben an, von mindestens zwei dieser Gruppen abzustammen. 2,30 % der Bevölkerung bestand aus Hispanics, die verschiedenen der genannten Gruppen angehörten.
18,9 % waren unter 18 Jahren, 6,1 % zwischen 18 und 24, 23,4 % von 25 bis 44, 28,3 % von 45 bis 64 und 23,3 % 65 und älter. Das durchschnittliche Alter lag bei 46 Jahren. Auf 100 Frauen kamen statistisch 87,7 Männer, bei den über 18-Jährigen 80,0.
Das durchschnittliche Einkommen pro Haushalt betrug $26.607, das durchschnittliche Familieneinkommen bei $54.583. Das Einkommen der Männer lag durchschnittlich bei $30.208, das der Frauen bei $22.250. Das Pro-Kopf-Einkommen lag bei $20.114. Rund 17,1 % der Familien und 25,5 % der Gesamtbevölkerung lagen mit ihrem Einkommen unter der Armutsgrenze.

## Töchter und Söhne der Gemeinde
- Parker Hall (1916–2005), American-Football-Spieler
- Vivian Carter (1921–1989), Gründerin und Betreiberin des Musiklabels Vee-Jay Records
- Doctor Ross (1925–1993), Blues-Sänger und -Gitarrist, Mundharmonikaspieler und Schlagzeuger
- James Cotton (1935–2017), Blues-Mundharmonikaspieler und -Sänger
- Charlaine Harris (* 1951), „New York Times“-Bestseller-Autorin